# Andrés Romero
Andrés Fabricio Romero (Bell Ville, 21 de dezembro de 1989) é um futebolista argentino que atua como atacante. Atualmente está no Montreal Impact do Canadá.

## Carreira

### Argentinos Juniors
Andrés Romero estreou no dia 11 de abril de 2008 na derrota do Argentinos Juniors para o Newell's Old Boys pelo placar de 0 a 2. Em sua segunda temporada pelo clube, marcou seus primeiros gols, incluindo dois na vitória sobre os Estudiantes de La Plata por 5 a 0. Romero foi deixado de lado após a ascensão de Claudio Borghi como treindador em junho de 2009.
Romero integrou o plantel campeão do Torneio Clausura 2010, jogando 2 das 19 partidas do campeonato.

### Criciúma
Andrés Romero foi anunciado pelo Criciúma Esporte Clube para disputar a tempora de 2012 do futebol brasileiro.
No dia 24 de abril de 2012, Andrés Romero  e mais dois jogadores foram dispensado do clube.

### Náutico
No dia 5 de maio de 2012 foi anunciado como jogador do Náutico.Durante 2012 só jogou 6 partidas pelo Náutico no Campeonato Brasileiro e fez nenhum gol tendo poucas chances de atuar entrando apenas nos finais de alguns jogos.

## Seleção Argentina
Em janeiro de 2009, Romero foi convocado pela Seleção Argentina para participar do Campeonato Sul-Americano de Futebol Sub-20 de 2009 realizado na Venezuela, e foi suplente na maioria das ocasiões. Jogou duas partidas: um empate para a Venezuela e em uma derrota para a Colômbia.

## Títulos
Argentinos Juniors
- Clausura: 2010